# Destruction Derby Raw
Destruction Derby Raw est un jeu vidéo de course automobile développé par Studio 33, sorti en 2000 sur PlayStation. Il fait partie de la série Destruction Derby.

## Système de jeu
Le principe du jeu :
Le jeu consiste, avec des voitures basiques, de faire des courses et de gagner des points, sachant que l'on gagne des points en ayant une bonne position ou en dégommant les adversaires (plus la figure est importante, plus il y a de points). Au fur et à mesure du jeu, on gagne d'autres circuits, d'autres arènes et d'autres voitures.
Les modes de jeu
Le mode Histoire : Il permet de débloquer les circuits, voitures, arènes.
Le mode Destruction : Faites une course dans un circuit gagné au mode histoire, de 1 à 4 joueurs.
Mode démolition : Conduisez votre bolide dans une arène et mettez la pâté aux autres.
Mode Vampire : Pareil au mode démolition mais des vampires sont présents sur le terrain, sachant que si on l'est, nos points sont négatifs. Le vampire se transmet.
Mode Passe-la-bombe : Dans une arène des bombes sont présentes sur quelques véhicules. Elles se transmettent par choc. Attention de ne pas subir leurs effets !
Mode Gratte-ciel : Vous êtes tous sur un immense gratte-ciel. Vos adversaires aussi. Rentrez dans le lard aux autres et virez les de l'immeuble. Le dernier gagne !
Mode Armageddon : Vous voulez faites du brutal... Vous êtes servis! Ici, les adversaires sont complètement malades, et ils se mettent tous contre vous. Le but est de survivre.